# 邱光和
邱光和（1951年—），浙江温州人，汉族，中华人民共和国政治人物、浙江森马服饰董事局主席、第十二届全国人民代表大会浙江地区代表。
毕业于温州农校行政管理专业，加入中国共产党。2013年，被选为全国人大代表。2018年2月24日，当选为第十三届全国人大代表。